# Hwang Jini
Hwang Jini   (Kaesong, 1506 (Gregorià) - Kaesong, 1544 (Gregorià)) o Hwang Jin-Yi, també coneguda pel seu nom gisaeng Myeongwol ("lluna brillant", 명월), va ser una de les més famoses gisaeng de la dinastia Joseon. Va viure durant el regnat del rei Jungjong. Es va destacar per la seva bellesa excepcional, l'enginy ràpid i encantador, l'intel·lecte extraordinari i la seva naturalesa assertiva i independent. S'ha convertit en una figura gairebé mítica de la Corea moderna, inspirant novel·les, òperes, pel·lícules i sèries de televisió.
Un cràter de Venus, Hwangcini, porta el seu nom.

## Biografia
Fou coneguda per la seva bellesa i la seva personalitat atrevida. A mesura que Hwang Jini es va fer gran, molts homes es van voler casar amb ella. Segons la llegenda, un dia una comitiva fúnebre passava per davant de casa seva, però el taüt es va aturar i es va negar a moure's de casa només per a sentir-la llegir la seva poesia. Aleshores va sortir corrent i es va treure la faldilla exterior del hanbok per cobrir el taüt, i només llavors el taüt va començar a moure's de nou. Segons aquesta llegenda, el taüt portava el cos del seu amant que havia nascut en una classe superior, però a causa del seu estatus inferior no s'havien pogut casar i l'home va morir amb el cor trencat. Aleshores, després de perdre el seu amant als 15 anys, va decidir convertir-se en gisaeng.
Durant la dinastia Joseon, el paper de les dones estava restringit a l'interior de la llar i eren considerades propietat. No es podien casar amb qui volguessin i una filla nascuda fora del matrimoni es considerava intocable. Hwang Jini va triar convertir-se en gisaeng per escapar de les estrictes regles que pesaven sobre ella com a dona. Es va negar a seguir aquelles normes socials tan estrictes i va escollir la vida de gisaeng per la llibertat que li oferia a l'hora d'aprendre no només dansa i música, sinó també art, literatura i poesia, temes que normalment no s'ensenyaven a les dones joves durant l'època.
La bellesa d'Hwang Jini era famosa a tota la península coreana. Es diu que brillava fins i tot si tenia la cara nua i tenia els cabells amollats. Era intel·ligent, enginyosa i artística. Molts homes, tant de classe alta com de classe baixa venien d'arreu només per veure-la i gaudir de les seves actuacions. Com moltes altres gisaengs de l'època, exposava un enigma als homes que la venien a visitar i només els que endevinaven la resposta podien interactuar i parlar amb ella. L'enigma seria conegut més tard com el "Jeomiligu Idubulchool" (점일이구 이두불출/點 一 二 口 牛 頭 不出). La llegenda diu que va donar endevinalles tan difícils amb la intenció de conèixer un home tan intel·lectual com ella amb el que poder casar-se algun dia, i l'únic home que ho va resoldre va ser un yangban de nom Seo Gyung Deok.

## Obres

### L'enigma de Hwang Jini
Hwang Jini era coneguda pel seu intel·lecte i enginy. La seva obra escrita més famosa va ser la "Jeomiligu Idubulchool" (점일이구 이두불출/點 一 二 口 牛 頭 不出). Va donar l'enigma a qualsevol home que volgués ser el seu amant i va esperar molts anys fins que algú el resolgués. La resposta a l'enigma, tanmateix, estava al títol. “En combinar les variacions del títol, la primera part “Jeomiligu” (점일이구/點 一 二 口) es creava el caràcter xinès que significa paraula parlada (言). La segona part, Idubulchool, (이두불출/ 牛 頭 不出) creava el caràcter xinès que significava dia (午). Quan combines ambdues paraules, es crea el caràcter xinès que significa consentiment (許). El motiu és que qui resolgués el seu enigma ella li permetria entrar a casa seva i compartir el seu llit. El fet de ser aquesta una de les seves obres escrites més famoses, demostra el seu enginy i intel·lecte que la majoria de les dones de l'època no van poder compartir amb la resta del món.
Actualment només existeixen un grapat de peces de sijo (forma de vers coreà) i geomungo. Mostren una habilitat artesana de les paraules i de l'arranjament musical. El sijo de Hwang sovint descriu la bellesa i els llocs de Gaeseong (com el palau de Manwoldae i les cascades de Pakyon a les muntanyes d'Ahobiryong), la tragèdia personal dels seus amors perduts i les respostes als famosos poemes i literatura xinesos clàssics (la majoria d'ells reflexionant sobre amor perdut).
Sembla que Hwang era de naixement noble. Els seus sijo són considerats els més bonics mai escrits. En el poema següent, el terme que fa servir Hwang per al seu estimat (어론님) té dos significats, al·ludint tant a ell com a una persona que ha estat congelada pel fred de l'hivern.
冬至 섯달 기나긴 밤을 한 허리를 잘라 내어 

春風 이불 아래 서리서리 넣었다가

어론님 오신 날 밤이여든 구뷔구뷔 펴리라.

Dividiré aquesta llarga nit de novembre, fil per fil.

El posaré sota una manta de primavera càlida i, troca a troca,

quan torni el meu amor congelat, ho desplegaré a la nit.

En el poema següent, "Lluna plena" és una obra de teatre amb el seu nom de Hwang, Myeongwol (literalment, "Lluna brillant"; 명월). El poema va ser escrit per a un home famós per la seva virtut, Byok Kye Su, a qui Hwang va seduir de manera infame. "Aigua verda" és un joc de paraules amb el nom de Byok (벽계수 碧溪水).
청산리 벽계수(靑山裏 碧溪水)야 수이 감을 자랑 마라.

일도창해(一到滄海)하면 다시 오기 어려워라.

명월(明月)이 만공산(滿空山)할 제 쉬어간들 어떠리.

Aigua verda, no presumeixis, del teu flux ràpid a les muntanyes blaves.

És difícil tornar quan has arribat al mar blau.

Una lluna plena engalana aquests turons tranquils. No descansaràs una estona?

## En la cultura popular

### Literatura
A finals del segle xx, la història d'Hwang Jini va començar a cridar l'atenció d'ambdós costats de la divisió coreana i apareix en una varietat de novel·les, òperes, pel·lícules i sèries de televisió. Les novel·les de la seva vida inclouen una versió del 2002 de l'escriptor nord-coreà Hong Sok-jung (que es va convertir en la primera novel·la nord-coreana que va guanyar un premi literari, el Premi Manhae, al Sud) i un best-seller del 2004 de l'escriptor sud-coreà Jeon Gyeong-rin.

### Cinema i televisió
- Interpretada per Lee Mi-sook a la sèrie de televisió de MBC TV de 1982 Hwang Jin Yi .
- Interpretada per Chang Mi-hee a la pel·lícula de 1986 Hwang Jin Yi .
- Interpretada per Ha Ji-won i Shim Eun-kyung a la sèrie de televisió de KBS2 del 2006 Hwang Jini.[9]
- Interpretada per Song Hye-kyo i Kim Yoo-jung a la pel·lícula del 2007 Hwang Jin Yi.[10][11]
- Interpretada per Kwon Na-ra a la sèrie de televisió de KBS2 del 2020 Secret Royal Inspector.[12]